# Acropteris duplicata
Acropteris duplicata är en fjärilsart som beskrevs av M.Gaede 1929. Acropteris duplicata ingår i släktet Acropteris och familjen Uraniidae. Inga underarter finns listade i Catalogue of Life.